# Sebastián Pistelli
Sebastian José Pistelli (13 de septiembre de 1982, Río Tercero, Córdoba, Argentina) es un exfutbolista argentino. Actualmente es técnico del Club Deportivo Huracán de Tancacha

## Biografía
Volante derecho. Surgido de las divisiones inferiores de Club Atlético Platense. Debutó en ese club en el 2002. Se quedó ahí hasta el 2004. En el 2005 pasa a Club Comunicaciones. En ese mismo año pasa a Club Social y Deportivo Flandria. En el 2006 vuelve a Club Atlético Platense. En el 2007 lo adquiere Club Atlético Tigre, quien lo cede a  Deportivo Merlo en la temporada 08/09 de la primera B, con quien logra el ascenso a la B nacional tras ganar el reducido y posteriormente la promoción con Los Andes.